# 中国医学科学院
中国医学科学院是中华人民共和国唯一的国家级医学科学学术中心和综合性医学科学研究机构，总院位于北京市东城区。1957年协和医学院并入中国医学科学院，目前医科院与北京协和医学院实行一个机构两块牌子。

## 沿革

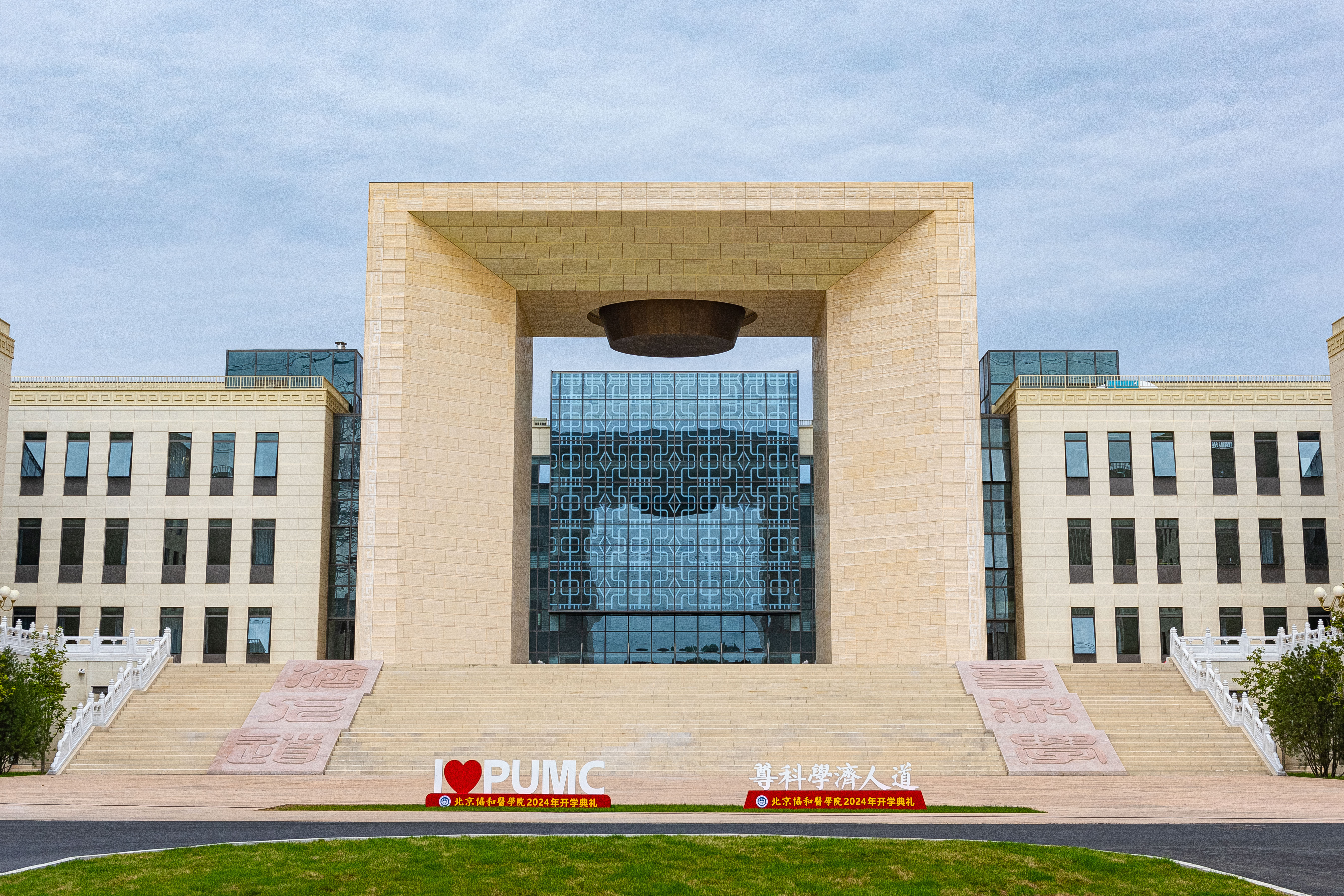
2024年落成的中国医学科学院北区

### 民国时期
1929年在上海虬江路设立国民政府卫生部中央卫生试验所，专司关于药物、食品、饮料以及病理材料等等的检验、化验和鉴定等工作所长由卫生部技监陈方之担任。
1932年，国民政府卫生部缩编为卫生署，通过宋子文的协助，在美国棉麦借款项下拨出一批款项，在南京黄埔路中央医院之后兴建卫生实验大楼一座成立中央卫生设施实验处，归全国经济委员会领导。处长由卫生署长刘瑞恒兼，副处长由金宝善兼。每月经费及事业费3.6万元，全年43.2万元。内设八个系三个室。一·二八抗战后，设在上海虬江路的中央卫生试验所及一切设备完全毁于炮火，名存实亡。卫生署将中央卫生试验所的职责交由卫生设施实验处办理，改派杨永年为空头所长。
1935年根据国际公约规定设置麻醉药品经理机关，在中央卫生试验所之下增设麻醉药品经理处。制造和管制的品种有阿片、阿朴吗啡、帕帕非林、吗啡、可待因、狄欧宁、欧可达、可卡因、大麻、潘托邦、士的宁等。主任由卫生署杨永年兼，副主任由禁烟督察处胡杰充任。各种麻醉药品每年需要数量，由卫生署根据医疗工作正当需要拟订计划，经行政院批准，由禁烟督察处按规定数量将粗制鸦片拨给麻醉药品经理处，该处再精制提炼成各种医用麻醉药品，售给各医疗单位使用。
1937年，抗战爆发，由南京迁至重庆歌乐山。
1941年，在陪都重庆建国立中央卫生实验院，为国家直属卫生科研机构。
1945年，抗战胜利，国立中央卫生实验院自重庆迁回首都南京，并设立兰州、北平、沈阳分院。西北防疫处划归设在上海的中央生物化学制药实验处的西北实验厂，将西北卫生实验院划归中央卫生实验院兰州分院。在去上海及东北接收之后，组织成立了中央生物化学制药实验处，由杨永年任处长，陈璞任副处长。在上海接收的医事制药单位，另成立了上海生物制品实验厂、上海制药厂、上海卫生用具修造厂及卫生器材总库等四个单位。在长春接收的日伪卫生技术厂，原系制造生物制品的单位，而且设备齐全，故改为东北生物制品实验厂，由陈宗贤任厂长。原在成都的制品所依旧。在天津及沈阳也接收了两处制药厂。抗战初期迁至昆明的中央防疫处，改称为中央防疫实验处，迁回北平天坛原址。原昆明处址改为中央防疫实验处昆明分处，由魏曦医师负责。后又在上海设置上海分处。

### 共和国时期
1950年，中央卫生实验院总院自南京迁至北京，将北平分院并入，组建更名为中央卫生研究院。
1956年8月，中央卫生研究院改组为中国医学科学院，为卫生系统国家级专业科研机构和综合研究中心。
1957年，併入中国协和医学院

## 职责
根据《中央编办关于国家卫生健康委所属事业单位机构编制的批复》（中央编办复字〔2018〕90号），中国医学科学院北京协和医学院承担下列职责：
1. 开展高水平医学科学技术研究，组织开展医学科技创新基础性工作，推进科技成果转化和健康科学普及。
2. 协助开展全国医学科技创新业务指导、技术管理和保障服务，承担国家卫生健康委重点实验室日常管理工作，建设中国医学科学创新体系的核心基地。
3. 贯彻党的教育方针，承担高层次医学人才培养任务，开展医学相关专业继续教育、培训与学术交流，建设世界一流的医学院校和世界一流的医学学科。
4. 指导所属医疗机构医疗服务与质量管理、干部保健与医疗保障，承担医药卫生体制改革任务。
5. 指导所属单位承担重大疾病防治以及突发公共卫生事件应急支撑与救援等任务，组织开展相关防治产品的研制并推动产业化。
6. 贯彻落实国家卫生健康产业政策，组织开展院校重大产业项目实施和院校特色产业群建设，对所属事业单位对外投资及国有股权进行监督管理。
7. 组织建设国家医学高水平智库，为政府有关部门和机构提供信息咨询、政策论证与决策咨询服务。
8. 出版发行院校主办的学术期刊杂志，组织开展医学相关领域的国际国内交流与合作。
9. 承办国家卫生健康委交办的其他事项。

## 机构设置

### 直属研究所

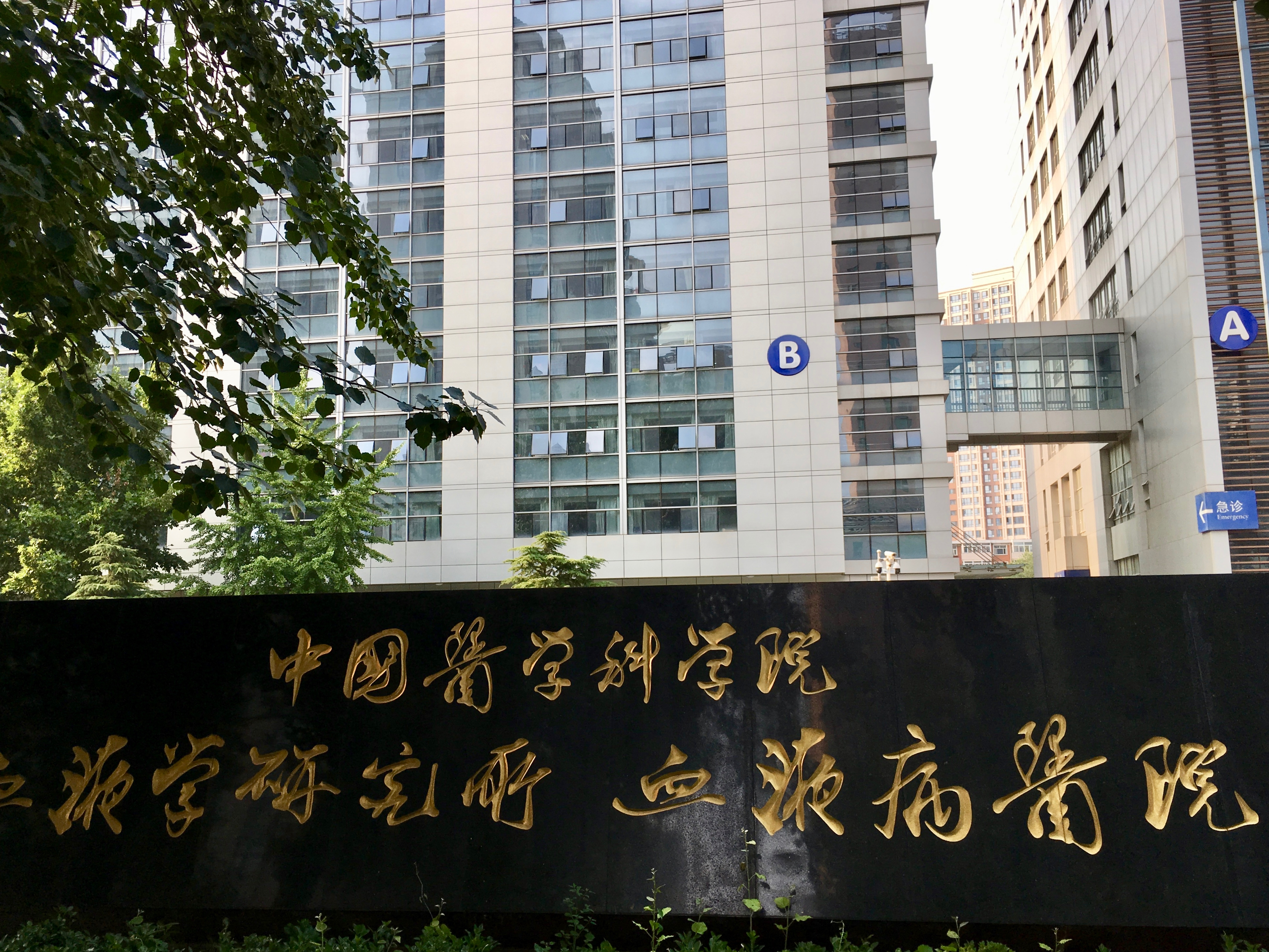
中国医学科学院血液病医院

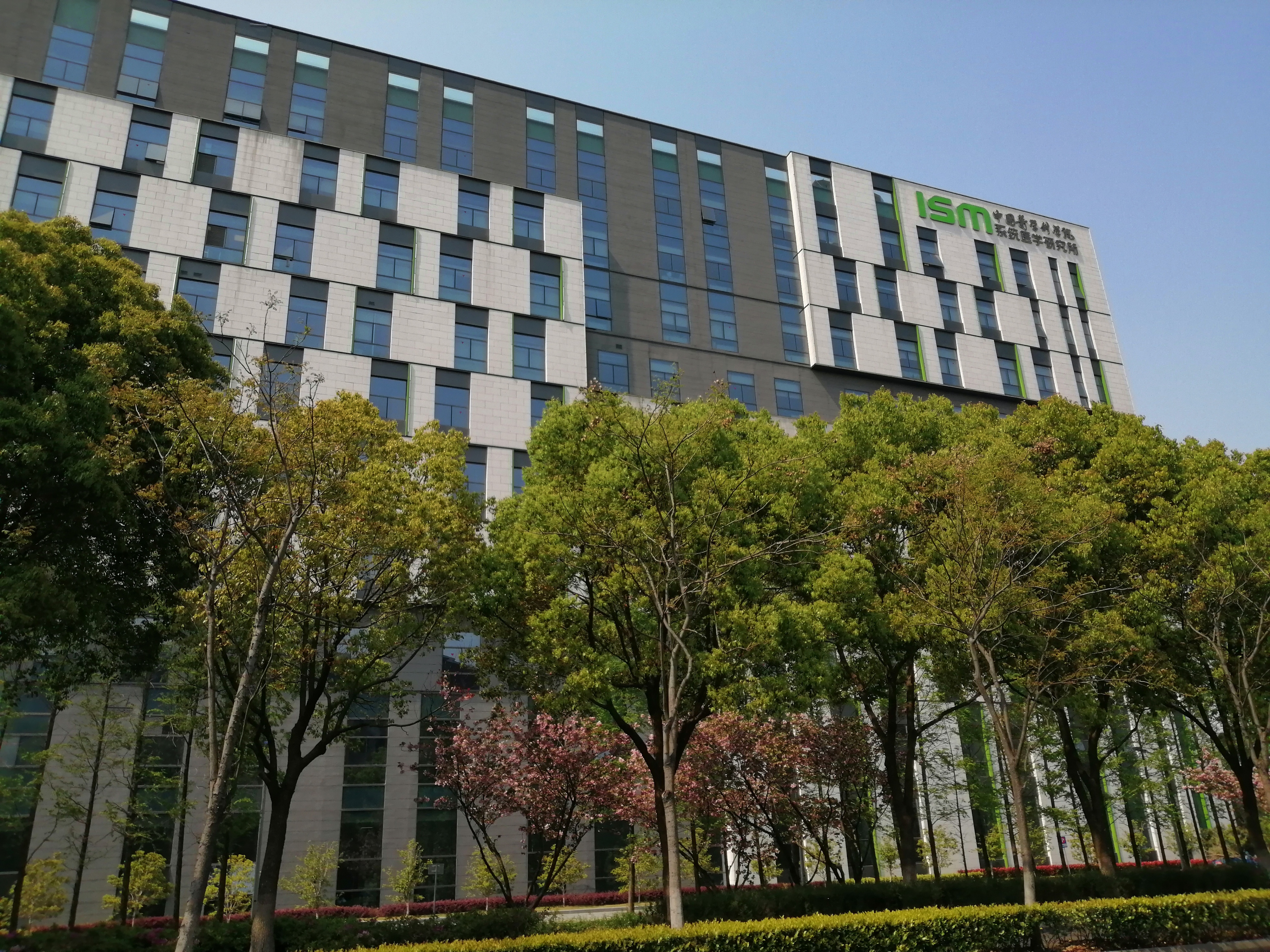
中国医学科学院系统医学研究所，位于苏州工业园区内

- 临床医学研究所
- 心血管病研究所
- 整形外科研究所
- 肿瘤研究所
- 基础医学研究所
- 医学信息研究所
- 微循环研究所
- 药物研究所
- 医学实验动物研究所
- 医药生物技术研究所
- 病原生物学研究所
- 药用植物研究所
- 放射医学研究所（天津）
- 生医工程研究所（天津）
- 血液学研究所（天津）
- 皮肤病研究所（南京）
- 输血研究所（成都）
- 医学生物学研究所（昆明）

### 其他研究院所
- 中国医学科学院系统医学研究院（苏州）
- 中国医学科学院天津医学健康研究院（天津）

### 直属附属医院
- 北京协和医院
- 中国医学科学院阜外医院
- 中国医学科学院肿瘤医院
- 中国医学科学院整形外科医院
- 中国医学科学院皮肤病医院（南京）
- 中国医学科学院血液病医院（天津）

## 历任领导

### 中央卫生实验处处长
1. 刘瑞恒 1932年－ ？

### 中央卫生实验院院长
1. 朱章赓
2. 李廷安
3. 江上峰

### 中央卫生研究院院长
1. 沈其震 1952－1956

### 中国医学科学院院长
1. 沈其震 1956－1958
2. 黄家驷 1959－1983
3. 吴阶平 1983－1984
4. 顾方舟 1985－1992
5. 巴德年 1992－2001
6. 刘德培 2001－2011
7. 曹雪涛 2011－2017
8. 王辰 2018－2025
9. 吉训明 2025-